# Ryuya Nishio
Ryuya Nishio (西尾 隆矢 Nishio Ryuya?), född 16 maj 2001 i Osaka prefektur, är en japansk fotbollsspelare.
Nishio började sin karriär 2018 i Cerezo Osaka.